# 玩具模型
在物理、數學或宏观经济学建模中，玩具模型（Toy model）是一种刻意简化的模型，它去除了许多複雜的细节，这样人們就可以用它来简洁地解释一个机制。它在描述更完整的模型时也很有用。